# Ян Хёнсок
Ян Хёнсок (хангыль: 양현석; родился 2 декабря 1969) — южнокорейский певец, автор песен, участник группы Seo Taiji & Boys. Также является основателем, владельцем и бывшим генеральным  директором YG Entertainment.

## Seo Taiji & Boys
Группа Seo Taiji & Boys была сформирована в 1992 году из Со Тхэджи, Ли Чжуно и Ян Хёнсока. Коллектив имел большое влияние в корейской музыкальной индустрии, завоевав известность благодаря синглу «I Know» (на корейском: 난 알아요; романизовано: Nan Arayo; на русском: Я знаю). Различные альбомы группы были раскритикованы, особенно песня «Regret of the Times» (на корейском: 시대유감; романизовано: Shidaeyugam; на русском: Сожаление времен), что в итоге привело к отмене закона о пред-цензуре в 1996 году. Группа была расформирована в 1996 году, каждый из участников занялся индивидуальной деятельностью.

## YG Entertainment
В 1998 году он основал YG Entertainment и выпустил свой первый сольный альбом, одну из песен которого написал Со Тхэджи. Это было их первое сотрудничество со времен распада группы. Ян Хёнсок в стенах собственного агентства занимается продюсированием довольно успешных артистов, среди наиболее известны Jinusean, Epik High, 1TYM, Se7en, Gummy, Big Bang и 2NE1, PSY. А новым пополнением можно назвать Ли Хай, Akdong Musician, WINNER, iKON, BLACKPINK и TREASURE. 14 июня 2019 года Ян Хёнсок вместе со своим братом покинули все посты в компании, хотя акции компании по прежнему находятся у него и он по прежнему является основателем компании и может вмешаться в любое дело

## Личная жизнь
В марте 2010 года стало известно, что Ян Хёнсок уже 9 лет встречается с бывшей участницей группы Swi.T, Ли Ын Чжу, которая на 12 лет младше него. 5 августа 2010 года Ли Ын Чжу родила их первого ребёнка — дочь по имени Ян Ю Чжин.. В декабре 2011 года было объявлено, что пара ожидает прибавления в семье. В конце апреля у супругов родился сын, который, как по решению отца, станет наследником компании YG Entertainment

## Дискография

### Студийные альбомы
- Yang Hyun Seok (1998)

### Дискография Seo Taiji & Boys

#### Альбомы
- Seotaiji and Boys (1992)
- Seotaiji and Boys II (1993)
- Seotaiji and Boys III (1994)
- Seotaiji and Boys IV (1995)

#### Живые концерты
- Taiji Boys '95 다른 하늘이 열리고 (Farewall to sky) (1995)
- Seotaiji and Boys '93 마지막축제 (Last Festival) (1994)
- Taiji Boys Live & Techno Mix (1992)

#### Синглы
- Seotaiji and Boys Goodbye Best Album (1996)
- Sidae-Yoogam [시대유감-時代遺憾 Regret of the Times] (1996)